# Datong
För andra betydelser, se Datong (olika betydelser).
Datong, tidigare romaniserat Tatung, är en stad på prefekturnivå i Shanxi-provinsen i Kina med en befolkning på 3,3 miljoner. Den ligger omkring 270 kilometer norr om provinshuvudstaden Taiyuan.
Datong är en för Kina viktig industri- och gruvstad, och har stora kolfyndigheter, vilket har medfört att staden har problem med luftföroreningar. Datong kallas även ofta för "kolstaden". Staden är också en viktig knutpunkt för transporter, särskilt vad gäller järnväg. Viktiga industrier är elproduktion, maskinproduktion och byggnadsmaterial. 
Datong är berömt för Yunganggrottorna (Yungangshiku 云冈石窟) som finns på Unescos världsarvslista, det hängande klostret Xuankongsi (悬空寺), Huayantemplen (华严寺)och de Nio drakarnas mur (九龙壁).

## Historia
Enligt de arkeologiska fynd som gjorts från Datong fanns det redan människor här så tidigt som under den äldre stenåldern, d.v.s. för omkring 10.000 år sedan. Under Vår- och höstperioden, 771-475 f.Kr., beboddes områden av olika nomadiska folkslag. Under De stridande staternas tid (战国时代) 475-221 f.Kr. kom Datong att tillhöra Zhaoriket (赵国) (徐世信 1997), då ett flertal soldatläger och murar kom att byggas. År 200 f.Kr. kom Liu Bang (刘邦), grundare av Handynastin (汉朝) att bli belägrad under sju dagar av Hunnerna (匈奴) vid Pingcheng (平城), dagens Datong.
År 386 började en av de viktigaste perioderna i Datongs historia. Det var då ett nordligt nomadfolk, Xianbei 鲜卑, under Tuoba-klanen (拓跋) lyckades erövra största delen av Kina norr om Gula floden, och grundade Norra Weidynastin (北魏) med Datong som huvudstad. År 494 kom huvudstaden att flyttas från Datong till Luoyang (洛阳) efter en revolt. Under Datongs tid som huvudstad blev Datong inte bara norra Kinas politiska, ekonomiska och kulturella centrum, utan även en av världens största metropoler där olika kulturer från Indien och andra centralasiatiska länder smälte samman med de kinesiska, något kan bevittnas i Yunganggrottornas fresker.
Efter Norra Wei konsoliderat sitt styre accepterade kejsaren den buddhistiska religionen som fanns hos lokalbefolkningen. Detta kan ha skett både av religiösa som av ekonomiska och politiska orsaker. Buddhistiska munkar kom att arbeta som politiska rådgivare och kom även att ge upphov till en sammansmältning av religion och politik genom att identifiera kejsaren med Tathagata Buddha. Ett viktigt undantag från denna linje inträffade under kejsar Taiwu (424-452) som var påverkad av konfucianism och daoism och anklagade de buddhistiska prästerna för att konspirera mot den politiska ordningen. Under Taiwus styre kom flera tempel, bilder och skrifter att förstöras. Kejsare Wencheng, som var Taiwus barnbarn ändrade denna politik 452 och kom att genast ge stora gåvor till det buddhistiska samhället, något som lade grunden till Yunganggrottorna.
Datong tjänstgjorde som den "Västra huvudstaden" (Xījīng 西京) under både Liaodynastin (907-1125) och Jindynastin (1115-1234) och under denna kom Datongs folkmängd att nå en topp liksom en topp i den ekonomiska utvecklingen.
Under Mingdynastin (明朝), 1368-1644, kom Datong att bli en viktig stad gällande försvaret av Kina och det finns därför flera fort och murar kvar från denna tid.
1937 kom Datong att intas av japanska soldater och här kom även en del av befrielsekriget mot japanerna att hållas från landsbygden runt staden. Den 1 maj 1949 befriades Datong och kriget mellan kommunister, Kuomintang och Japan var över för Datongs del.

## Geografi och klimat
Datong ligger i norra Shanxiprovinsen (山西省), cirka 6 timmars tågresa västerut från Beijing. Norr om Datong ligger Inre Mongoliet (内蒙古) och kinesiska muren. Datong är omgivet av berg i tre riktningar. De viktigaste bergen är Norra yueheng berget (北岳恒山)，Cailiangberget (采凉山) i nordost och Leigongberget (雷公山) och Wuzhouberget (武周山) i nordväst.
Hela Datong har en befolkning på 2,82 miljoner invånare, varav själva staden har 1,1 miljoner invånare. 
Datongs klimat är ett inlandsklimat och har en årlig medeltemperatur på 6,4˚C. Varmaste temperaturen på sommaren kan uppgå till 37,7˚C, men ligger i medel endast mellan 19 och 22 ˚C och temperaturen på vintern kan gå ner till - 29,9˚C, med en vintermedeltemperatur på - 13,8 ˚C. Temperaturskillnaderna är alltså stora mellan vinter och sommar, och de kan även variera kraftigt mellan dags - och kvällstemperaturer. I medeltal har staden nederbörd 135-140 dagar/år. De fyra årstiderna är mycket tydliga i staden.

## Administrativ indelning
Själva staden Datong är indelat i fyra stadsdistrikt, medan det administrativa Datong delas in i sju härad (县), 154 köpingar (镇) och 2283 byar (自然村).
- Stadsdistriktet Chengqu (城区), "innerstadsdistriktet", 46 km², cirka 580 000 invånare;
- Stadsdistriktet Kuang (矿区), "gruvdistriktet", 62 km², cirka 440 000 invånare;
- Stadsdistriktet Nanjiao (南郊区), "södra förorten", 966 km², cirka 280 000 invånare;
- Stadsdistriktet Xinrong (新荣区), 1 006 km², cirka 110 000 invånare;
- Häradet Yanggao (阳高县), 1 678 km², cirka 290 000 invånare;
- Häradet Tianzhen (天镇县), 1 635 km², cirka 210 000 invånare;
- Häradet Guangling (广灵县), 1 283 km², cirka 180 000 invånare;
- Häradet Lingqiu (灵丘县), 2 720 km², cirka 230 000 invånare;
- Häradet Hunyuan (浑源县), 1 965 km², cirka 350 000 invånare;
- Häradet Zuoyun (左云县), 1 314 km², cirka 140 000 invånare;
- Häradet Datong (大同县), 1 501 km², cirka 170 000 invånare.

## Ekonomi
Kolbrytning är den dominerande industrin. BNP per invånare är något högre än för den genomsnittliga kinesiska staden, 6707 RMB/år (2003). Totalt är Datongs BNP 25,1 miljarder RMB (2003). Nyinvesteringar är runt 8,3 miljarder RMB per år.
Datongs styrka när det gäller forskning och utveckling finns inom områdena tillverkning, jordbruk och medicin. IT-kommunikationen är god i Datong, dels genom optiska fiberkablar och genom satellit. För varje hundra invånare finns det 20 telefoner.
Datong har även lokala kommersiella banker och försäkringsbolag. I Datongs ekonomiska zon som etablerades 1992 finns cirka 330 företag som sammanlagt har investerat 3,59 miljarder RMB, vilket innebar en ökning med 1,68 miljarder RMB bara under 2003. Den ekonomiska zonen utbreder sig på en yta av 8,2 kvadratkilometer.
Det finns omkring 200 utländska företag i Datong som sammanlagt investerat 623 miljoner US-dollar och har ett registrerat aktiekapital på 357 miljoner US-dollar. Dessa företag finns främst inom metall och medicinindustrin. Sammanlagt exporterade dessa företag varor utomlands till ett värde av 7,53 miljoner US-dollar (2003).
De största lokala företagen är verksamma inom kol, el, tillverkningsindustri, kemi, medicin, metallindustri, byggnadsindustri och turistindustrin.

## Utbildning
- Yanbeis universitet (雁北师范学院)